# Diporiphora phaeospinosa
Espèce
Diporiphora phaeospinosa est une espèce de sauriens de la famille des Agamidae.

## Répartition
Cette espèce est endémique du Queensland en Australie.

## Publication originale
- Edwards & Melville, 2011 : Extensive Phylogeographic and Morphological Diversity in Diporiphora nobbi (Agamidae) Leads to a Taxonomic Review and a New Species Description. Journal of Herpetology, vol. 45, no 4, p. 530-546.